# دایتی

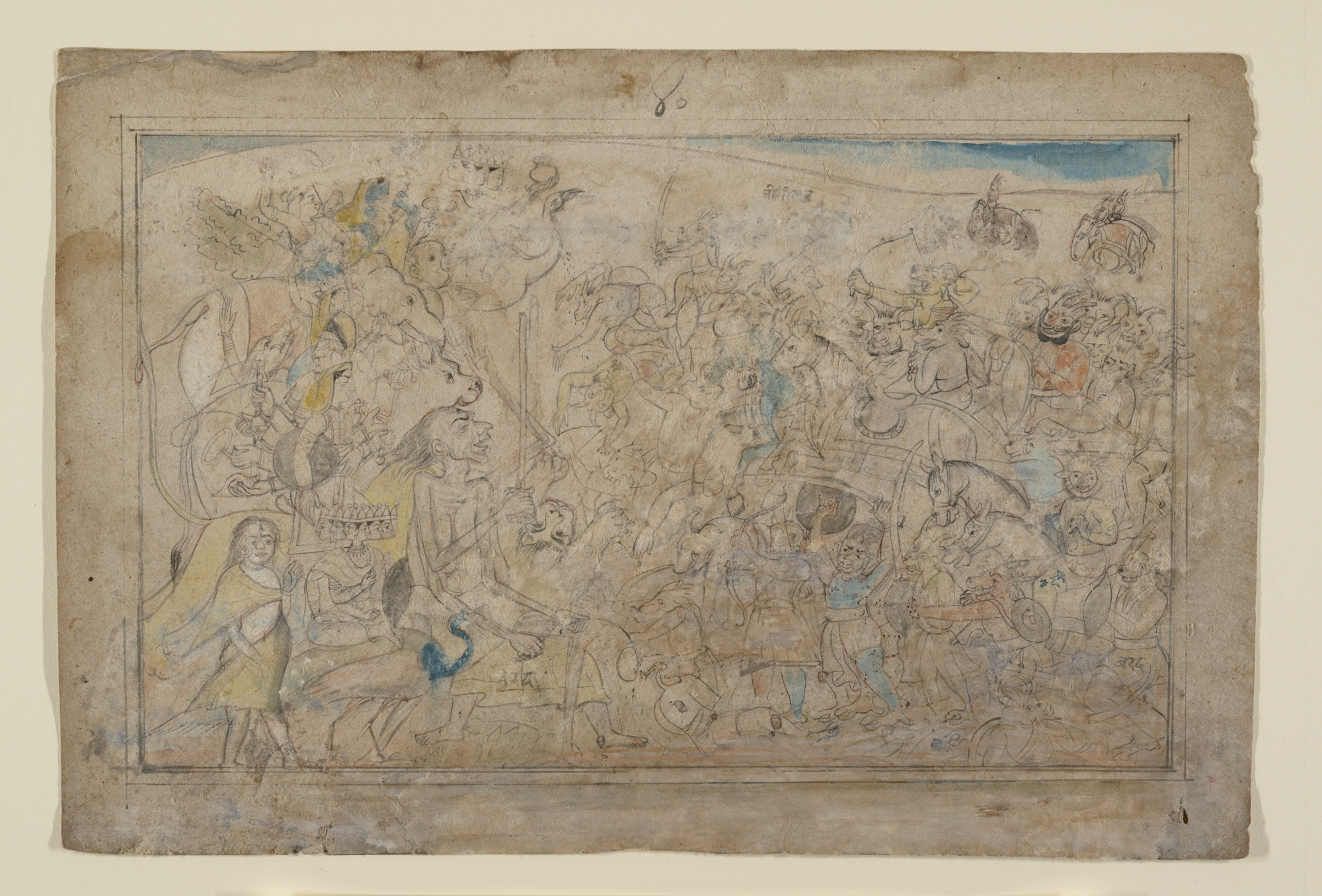
نقاشی هیماچال پرادش، گولر

دایتی یا دائیتی یا دائیتیا یا دایتیا در اوستا (Vahvi Daitya) رودخانه‌ای اساطیری که به نظر برخی محققان در شرق ایران است که بعدها آن را با رودخانه‌ای در آذربایجان، احتمالاً سفیدرود یکی دانسته‌اند.
نام اصلی و ایرانی این رود باید وخشو باشد که به معنی فزاینده و بالنده‌است. در سانسکریت اوخشینت در پهلوی وخشیتس است. وخشو نام ایرانی رود جیحون یا آمودریا است که برخی از پژوهندگان آن را با دایتی اوستایی یکی می‌دانند. نام دیگر جیحون به فارسی هرون می‌باشد که احتمالاً تحریف شدهٔ وهروذ (به‌رود) است. نام یونانی جیحون که رود اکسوس باشد، از همین واژه آمده‌است.
برخی دیگر از دانشمندان مانند مارکوارت، هنینگ و همچنین هومباخ، رود تجن و شعبهٔ آن هری رود را مطابق با رود اکسوس می‌دانند.

## دایتی در اوستا
در یشت‌های اوستا چند بار از رود دایتی نام برده شده‌است.
- در یشت ۵ (آبان یشت) در بند ۱۰۴ آمده‌است، «او را بستود زرتشت پاک در ایران ویج در کنار رود دائیتیا با هوم آمیخته به شیر با برسم با زبان خرد با پندار و گفتار و کردار نیک با زَور و با کلام بلیغ»[۵]
- در یشت ۹ (گوش‌یشت) یا (درواسپ‌یشت) ۲۵، عیناً مشابه بند ۱۰۴ آبان یشت است، اما در انتهای آن «از او کامیابی را درخواست.» نیز آمده‌است.[۶]
- در یشت ۱۷ (اردیشت) بند ۴۵، آمده‌است «او را بستود زرتشت پاک در ایرانویج (در کنار رود) دائیتیا نیک.»[۷]

## دایتی، وه‌روت، وخشو، اکسوس، جیحون یا آمودریا
گروهی از محققان برآنند که اگر ایرانویج همان خوارزم باشد، آمودریا نیز همان رود مقدس دایتی است که در اوستا و کتاب‌های پهلوی از آن به عنوان رودی جاری در ایرانویج یادشده‌است. گویا نام این رود از ریشه واژه «دات» به معنای داد و قانون گرفته شده‌است. نام مذکور اغلب با صفت ونگوهی نیز همراه شده که به معنای وِه (به) و نیک است، از این‌رو نام مزبور در نوشته‌های پهلوی به صورت وِه روت (بهرود) آمده و نزد چینیان نیز چنین خوانده شده‌است.
بارتولد بر این عقیده است که نام آریایی آمو، وَخش و نام رودی که از کنار آن می‌گذرد، نیز وَخش، وَخشو (Vaxshu) و وخشاب بوده‌است. نام وخشو (به معنای فزاینده و بالنده) از فعل وَخش است و این فعل در اوستا به معنای افزودن، بالیدن و ترقی کردن بسیار به کار رفته‌است. صورت سانسکریت آن اوخشینت است و واژه اُکسوس (Oxus) که جغرافی‌نویسان قدیم یونان و روم در مورد این رود به کار برده‌اند، مأخوذ از همین واژهٔ ایرانی است.